# Космічні далекобійники
«Космічні далекобійники» (англ. Space Truckers) — американсько-британсько-ірландський фантастичний фільм.

## Сюжет
2196 рік. Водій, що перевозить вантажі на далекі планети, хоче залишитися незалежним від могутньої Корпорації. Тому за великі гроші він береться перевезти сумнівний вантаж. Щоб скоротити шлях, він прямує через Галактику, де панує розбій і піратство.

## У ролях
- Денніс Гоппер — Джон Каньйон
- Стівен Дорфф — Майк Пучі
- Дебі Мейзар — Сінді
- Чарльз Денс — Нейбел / Маканадо
- Тім Лоан — офіцер
- Ієн Бітті — солдат
- Олуен Фуер — командир будівлі
- Шейн Ріммер — Джей Сеггс
- Роджер Грегг — патруль
- Денніс Акаяма — головний технік
- Сімус Флавін — Чоппер 4
- Джейсон О'Мара — Чоппер 3
- Сандра Дікінсон — Бетті
- Джордж Вендт — Келлер
- Грем Вілкінсон — Джекі
- Шон Ловлор — Мел
- Лонні Р. Сміт — Джеррі
- Керолін Парді-Гордон — Делія
- Майкл Дж. Хегерті — Томмі
- Дейв Даффі — Алекс
- Ейлін Дромі — жінка на унітазі
- Берді Суіні — містер Зесті
- Конор Маллен — поліцейський 1
- Девід Ганлі — поліцейський 2
- Оуен Конрой — поліцейський 3
- Вернон Веллс — містер Кутт
- Сільван Бейкер — чорний пірат
- Біллі Кларк — Сем
- Томас МакЛафлін — Лу
- Пет Лаффан — Скуммі
- Джеррі Волш — Жирний Джекер
- Барбара Кремптон — Керол
- Вінсент Волш — Ригід
- Ежені Бондюран — біомеханічний воїн
- Фінбарр Монахан — біомеханічний воїн
- Джулі Даулінг — біомеханічний воїн
- Енджелін Моррісон — біомеханічний воїн
- Бонгі МакДермотт — біомеханічний воїн
- Сюзанн Гібсон — біомеханічний воїн
- Наташа Байрем — біомеханічний воїн
- Бріджет Райлі — біомеханічний воїн (в титрах не вказана)
- Мері Енн Шмідт — космічна дівчина у Шатлі (в титрах не вказана)